# Archidiácono de West Cumberland
El archidiácono de West Cumberland es responsable del archidiácono de West Cumberland , una de las tres divisiones administrativas de la Diócesis de Carlisle de la Iglesia de Inglaterra ( anglicana ) . El archidiácono fue creado (en su mayoría del archidiácono de Westmorland pero con un pequeño territorio de los archidiáconos Furness y Carlisle ) por Orden en Consejo el 7 de agosto de 1959.

## Lista de Archidiáconos
El arcediano fue erigido en 1959; Pugh fue el primer archidiácono.
- 1959-1970 (res.): Edward Pugh  (se convirtió en obispo sufragáneo de Penrith )
- 1970 - 31 de marzo de 1979 (res.): Bill Hardie , Vicario de Haile
- 1979 - 31 de marzo de 1991 (retirado): Burnham Hodgson  (luego archidiácono emérito)
- Septiembre de 1991 - noviembre de 1996 (res.): John Packer , sacerdote encargado de Bridekirk desde 1995 (se convirtió en obispo sufragáneo de Warrington )
- 1996-2004 (retirado): Alan Davis
- 2004-2008 (retirado): Colin Hill
- 20 de enero de 2009 - actualidad: Richard Pratt[2][3]